# Diego Villarán
Diego Alonso Villarán Anduaga (Lima, 18 de diciembre de 2000) es un cantante, actor y compositor peruano. Alcanzó reconocimiento por haber consolidado su carrera musical dentro del género pop y por interpretar al personaje de Franco Gallardo en el remake Pituca sin lucas.

## Biografía
Nació el 18 de diciembre de 2000 en Lima, bajo el nombre completo de Diego Alonso Villarán Anduaga.[cita requerida] Realizó sus estudios escolares en el Colegio Carmelitas y tras terminar su secundaria, estudió la carrera de ciencias de la comunicación en la Universidad de Lima.[cita requerida]
Villarán comenzó su carrera artística como cantante en el año 2019, lanzando su LP debut Sincera en colaboración con los artistas Malek y Mauricio, añadiendo estilos urbanos y más tarde, ambos se presentaron en la emisora local Radio Moda para el estreno del proyecto. Al poco tiempo, estrenó el segundo disco No te das cuenta obteniendo una gran aceptación en la plataforma YouTube, además del tema musical de su coautoría «Baby», grabado en Miami.
En el año 2020, Villarán interpreta su tema musical «100%» consolidándose en el género pop, y al año siguiente, lanza su siguiente sencillo Shorcito negro contando con la colaboración del disc jockey peruano Kayfex, además de añadirse la música afroperuana dentro de la dicha canción. Previo a ello, estudió composición musical de la mano del músico Geoffrey Williams.
Fruto de la fama por su faceta musical, Villarán inicia su etapa en la actuación a partir del año 2021, haciendo su debut como protagonista de la comedia juvenil ¿Qué obra hacemos? con Brando Gallesi, Mariagracia Mora, Luana Gallesi y Mariano García-Rossell. Al poco tiempo, se incluye en el protagónico del musical Pijama Party al lado de los actores Luis Baca y Fabiana Valcárcel, donde interpretaba a Luka.
Ya para 2023, Villarán se acreditó dentro de los repartos principales de las obras Querida más que un musical con Ebelin Ortiz en el Teatro Canout y Callejón: un musical criollo, donde contó con Marco Palomino como director general de la ficción. Continuó con su faceta musical lanzando sus discos en estudio: Explorándome, Eres mi lady y Volver a verte en ese año.[cita requerida]
El 2024, fue anunciado como parte del reparto coprotagónico del remake de la telenovela Pituca sin lucas del canal Latina Televisión, donde asumiría el papel de Franco Gallardo, el hijo del protagonista Manuel Gallardo, interpretado por el actor Jorge Aravena. Inicialmente, fue parte del casting para la telenovela Papá en apuros sin éxito.
El año siguiente, Villarán protagoniza la película musical Los patos y las patas, bajo la dirección de Guillermo Castañeda, interpretando a Tomás, un estudiante de quinto de secundaria, quien está enamorado de Renata, su compañera de clases; y compartió el rol junto a la actriz Francisca Aronsson. A la par, se incluye al elenco de Eres mi bien, teleserie cómica romántica de la productora Chasqui Producciones, transmitida por Latina Televisión. 

## Discografía

### LP en estudio
- 2019: Sincera
- 2019: No te darás cuenta
- 2019: Confié
- 2020: Ya intenté
- 2020: 100%
- 2020: What a Life (Nah)
- 2021: Shorcito negro
- 2021: Tu amigo
- 2021: Explorándome
- 2023: Baby
- 2023: Eres mi lady
- 2023: Volver a verte
- 2024: Contracorriente
- 2024: Quiero pero no
- 2024: Vete de ahí
- 2025: Maldita tensión

## Filmografía

### Teatro
| Año       | Título                       | Rol   | Notas             |
| --------- | ---------------------------- | ----- | ----------------- |
| 2021-2022 | ¿Qué obra hacemos?           | Chris | Protagonista      |
| 2022      | Pijama Party                 | Luka  | Protagonista      |
| 2023      | Querida más que un musical   |       | Reparto principal |
| 2023      | Callejón: un musical criollo |       | Reparto principal |

### Televisión
| Año  | Título           | Rol             | Notas          |
| ---- | ---------------- | --------------- | -------------- |
| 2024 | Pituca sin lucas | Franco Gallardo | Coprotagonista |

### Cine
| Año  | Título                | Rol   | Notas        |
| ---- | --------------------- | ----- | ------------ |
| 2025 | Los patos y las patas | Tomás | Protagonista |